# Daniel Fröschl

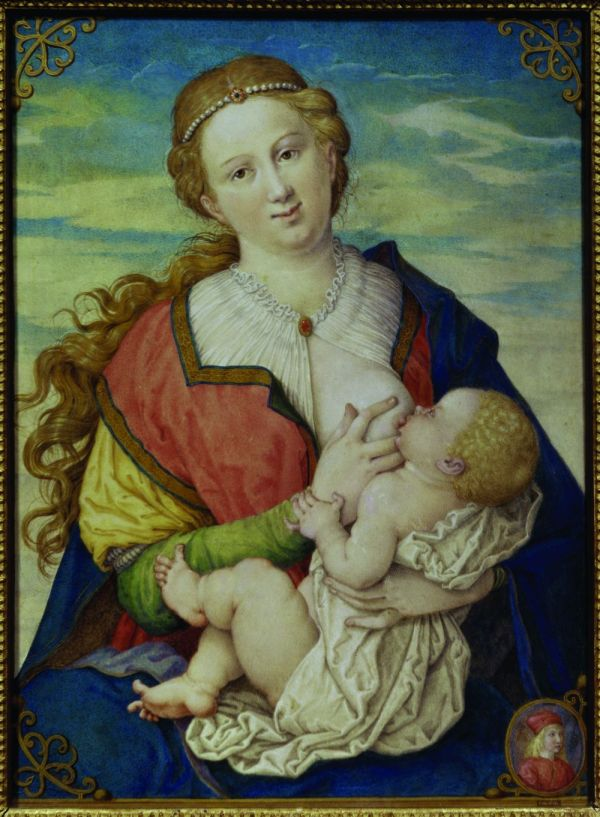
Fröschl: Maria mit Kind (um 1600), nach Dürer

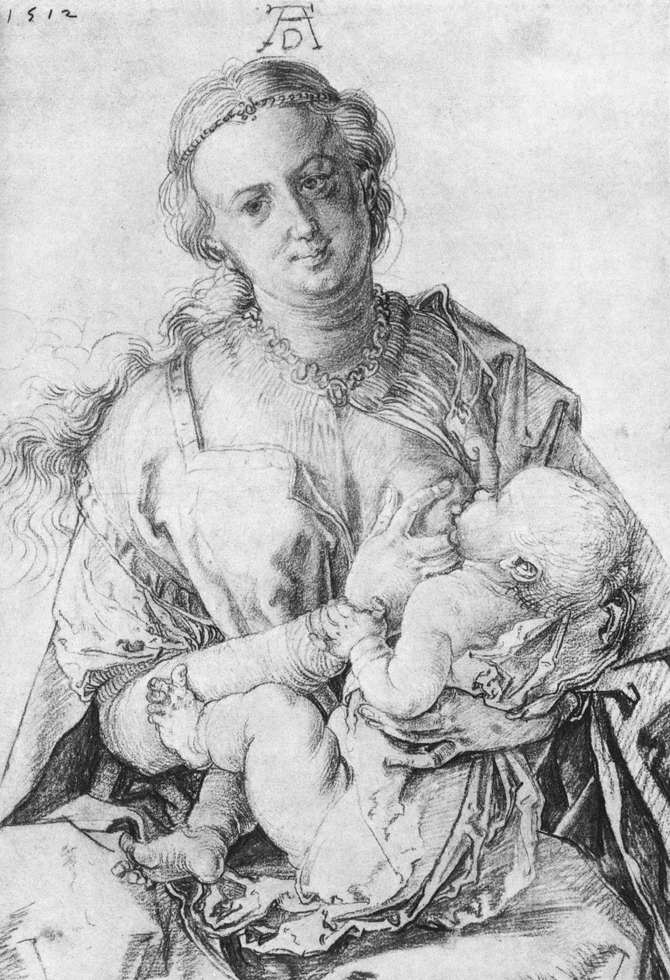
Dürer: Maria das Kind stillend (1512)

Daniel Fröschl (* 1563 in Augsburg; † 15. Oktober 1613 in Prag) war ein deutscher Maler.

## Leben
Fröschl erhielt seine Ausbildung zunächst in seiner Heimatstadt Augsburg. Später ging er nach Florenz, um bei Jacopo Ligozzi zu lernen. Danach arbeitete er für die Medici in Pisa und Florenz, bis er schließlich 1603 eine Beschäftigung als Miniaturmaler am Hof Rudolfs II. in Prag annahm. Bekannt wurde Fröschl vor allem für seine Miniaturkopien von Werken Michelangelos, Correggios und Dürers. Außerdem illustrierte er naturwissenschaftliche Werke.